# 小野市立市場小学校
小野市立市場小学校（おのしりつ いちばしょうがっこう）は、兵庫県小野市市場町にある公立小学校である。

## 沿革
- 1873年（明治6年） - 長善校，余財校，一貫校，田中校，山田校，春林校設立。
- 1874年（明治7年） - 市場村太郎太夫に洋風校舎建設。
- 1875年（明治8年） - 合併して垂井小学校と称する。
- 1887年（明治20年） - 小学校令施行。垂井尋常小学校と称する。
- 1892年（明治25年） - 学区を改正し，市場尋常小学校と称する。
- 1895年（明治28年） - 校舎改築・増築。
- 1908年（明治41年） - 小学校令 改正　尋常６ヵ年となる。
- 1911年（明治44年） - 現在位置に校舎・講堂を移転。
- 1913年（大正2年） - 高等科を併設し，市場尋常高等小学校と改称。
- 1938年（昭和13年） - 校舎一棟（６教室）を増築。
- 1941年（昭和16年） - 国民学校令施行。市場国民学校と改称。
- 1947年（昭和22年） - 学校教育法施行。市場小学校と改称。
- 1954年（昭和29年） - 小野市制施行。小野市立市場小学校となる。
- 1963年（昭和38年） - 北校舎（鉄筋１４教室）を改築。
- 1965年（昭和40年） - 用務員室・物置を改築。
- 1966年（昭和41年） - 中学校と共同の屋内体育館を建設。
- 1969年（昭和44年） - プールを新設。
- 1975年（昭和50年） - 個別学級学習室（旧図書室）を設置。
- 1977年（昭和52年） - 西校舎一棟（鉄筋６教室）を増築。
- 1979年（昭和54年） - 水洗トイレ完成。
- 1980年（昭和55年） - 中学校統合により旧市場中学校校舎を市場小学校に移管。
- 1983年（昭和58年） - 旧市場中学校校舎を改修し東校舎として使用。
- 1986年（昭和61年） - 本館校舎を改築。
- 1988年（昭和63年） - 北校舎窓枠を取り替え。東運動場に体育倉庫を新設。
- 1989年（平成元年） - 東運動場を拡張。
- 1992年（平成4年） - 創立１００周年。
- 1996年（平成8年） - 北校舎（６教室）を改修。体育館を改装。
- 1998年（平成10年） - 北校舎窓枠を取り替え。
- 1999年（平成11年） - アフタースクール教室完成。
- 2000年（平成12年） - 『水辺の楽校』開校。
- 2003年（平成15年） - 北校舎トイレを改修。体育館北側・本館玄関などをバリアフリー化。
- 2006年（平成18年） - 保健室シャワー設備を増設。
- 2009年（平成21年） - 北校舎・西校舎・体育館を耐震化・大規模改修。
- 2011年（平成23年） - 全校室に空調設備を完備。

## 校区
市場町、大島町（小野小学校区とする区域は除く。）、樫山町、榊町、池尻町、山田町、二葉町、育ヶ丘町、片山町の一部、匠台

## 進学先中学校
- 小野市立小野南中学校

## 交通
- 神姫バス 市場停留所下車 徒歩2分
- 神戸電鉄粟生線 市場駅下車 徒歩12分
- JR加古川線 市場駅下車 徒歩20分

## 出身有名人
- 田中希実（女子1500ｍ、女子5000ｍ日本記録保持者）
- 上田三四二（歌人・小説家・文芸評論家）
- 野上恵子（陸上競技選手）

## 校区が隣接している学校
- 小野市立来住小学校
- 小野市立小野小学校
- 小野市立小野東小学校
- 三木市立豊地小学校
- 三木市立三木小学校
- 三木市立平田小学校
- 三木市立別所小学校